# Zwartblauwe baardloper
De zwartblauwe baardloper (Leistus fulvibarbis) is een keversoort uit de familie van de loopkevers (Carabidae). De wetenschappelijke naam van de soort werd in 1826 gepubliceerd door Pierre François Marie Auguste Dejean.